# Добромирка
Добромѝрка е село в Северна България, община Севлиево, област Габрово.

## География
Село Добромирка се намира на около 23 km север-северозападно от центъра на град Габрово и 14 km изток-североизточно от град Севлиево. Разположено е в Предбалкана, в североизточното подножие на Севлиевските височини, край река Сушица, ляв приток на река Негованка. Климатът е умереноконтинентален, почвите в землището са предимно сиви горски. Надморската височина в центъра на селото при сградата на кмегството е около 392 m.
От минаващия южно от Добромирка първокласен републикански път I-4 (съвпадащ с Европейски път Е772) се отделя на север и минава през селото третокласният републикански път III-405, който на север след селата Вишовград и Бяла черква минава през град Павликени и продължава до град Свищов.
В землището на Добромирка има три язовира.
Населението на село Добромирка, наброявало 3219 души при преброяването към 1934 г., намалява до 1141 към 1992 г. и до 613 (по текущата демографска статистика за населението) към 2019 г.
При преброяването на населението към 1 февруари 2011 г., от обща численост 727 лица, за 510 лица е посочена принадлежност към „българска“ етническа група, за 134 – към „турска“, за 44 – към ромска, за 34 не е даден отговор и за останалите няма данни в източника.

## История
В околностите на Добромирка има следи от римски път. Добромирка е старо селище, съществувало преди падането на България под османско владичество. Споменава се в османотурски документи от средата на XV век.
При избухването на Балканската война в 1912 година един човек от Добромирка е доброволец в Македоно-одринското опълчение.

### Църква
Църквата „Свети Великомъченик Димитър“ в село Добромирка е построена през 1885 г. и е осветена през 1887 г. През 1942 г. е построена камбанарията като надстройка на храма.

### Училище
Първото училище в село Добромирка е открито в 1883 г. През 1890 г. е построена първата училищна сграда, в която занятията започват от 1890/1891 учебна година. През учебната 1914/1915 г. е открита прогимназия с една паралелка от 1-ви прогимназиален клас. През 1938 г. училищната сграда изгаря. Построена е нова училищна сграда, окончателно завършена през 1940 г. През ноември 1948 г. към училището е открита детска градина. През учебната 1959/1960 г. са открити три самостоятелни учебни кабинета по физика, химия и биология. Обзаведена е и работилница по трудово обучение с необходимите инструменти и машини.
През следващите години с намаляването на населението на Добромирка намалява и броят на учениците в Основно училище „Христо Ботев“.

### Читалище
През 1895 г. учителите от село Добромирка основават читалище с име „Напредък“ и за пръв път в селото се играе театрална постановка. Към 1900 г. дейността на читалището спира и отново по инициатива на учители от селото през декември 1900 г. се провежда учредително събрание за възобновяване на читалището. След това то развива активна просветна дейност сред населението на селото, като организира сказки, вечеринки, изнася представления за набиране на средства.
През март 1915 г. група прогимназиални учители основават в Добромирка своя библиотека с наименование Ученическа библиотека „Верена“. През януари 1928 г. на общо събрание се взема решение читалището и библиотеката да се слеят под наименованието Народно читалище „Пробуда“ – село Добромирка.
През 1960 г. е построена нова читалищна сграда. Към читалището се създават читалищен народен университет, певческа група, която през 1955 – 1956 г. прераства в тригласен хор. През 1966 г. се поставя началото на музейна сбирка. Дейност развиват още библиотека, театрална група, танцов състав (от 1967 г.), оркестър (от 1967 г.), фотоклуб (от 1969 г.). От 1975 г. се създава детска музикална школа.
През 1980 г. с решение на Изпълнителния комитет на Окръжния народен съвет – Габрово във връзка с 50-годишнината от рождението на поета Пеньо Пенев, роден в село Добромирка, читалището се преименува от „Пробуда“ на Народно читалище „Пеньо Пенев“. Към читалището има музейни сбирки на Пеньо Пенев, д-р Нено Цървуланов и на родовете в село Добромирка.

### Кредитна кооперация
През декември 1924 г. 23-ма учредители – жители на Добромирка основават сдружение под наименование Кредитна кооперация „Правда“ с неограничена отговорност. Приет е типовият устав на кредитните кооперации в България, според който кооперацията изпълнява следните по-важни задачи: чрез взаимно подпомагане от набраните средства от членовете под форма на дялов капитал и от заеми от Българска земеделска банка, подпомагане на нуждаещите се членове с по-евтин и леснодостъпен кредит; събиране на средства от населението под формата на срочни и безсрочни влогове. Кооперацията постепенно се заема и с подпомагане на членовете си с доставката на някои по-важни и от първа необходимост стоки за потребление като сол, захар, ориз и други. През 1926 -1927 г. кооперацията организира подпомагане на нуждаещите се селяни със земеделски инвентар като редосеялки, грапи, ръчни триони и други, които дава за ползване на кооператорите срещу заплащане на определени от общото събрание такси. През 1935 г. кооперацията се занимава и с организирано събиране и продажба на селскостопански произведения, зърнени храни и плодове.
Кредитна кооперация „Правда“ – село Добромирка запазва това наименование до 1948 г., в периода 1948 – 1952 г. то е променено на „Всестранна кооперация“, в периода 1952 – 1958 г. – на „Селкооп“ и в периода 1958 – 1978 г. – на „Потребителна кооперация“. От началото на 1945 г. кооперацията извършва дейност по търговия на дребно, изкупуване на селскостопански произведения, обществено хранене, производство на ракия, петмез, месодобив, млекопреработване и други. Открива се и хлебопекарна. През 1960 г. е построена голяма търговска и административна сграда, в която са поместени текстилен и колониален магазини, канцеларии. През 1962 г. е построена хлебопекарна. Построени са и ресторант, сладкарница и други. От дейността на кооперацията през 1955 г. отпада млекопреработването. През март 1960 г. Потребителна кооперация „Подкрепа“ в село Идилево се обединява с кооперация „Правда“ в Добромирка. Районът на кооперация „Правда“ в село Добромирка обхваща селата Добромирка и Идилево и махала Кална кория (Кара чалъ̀). И в трите селища кооперацията поддържа свои магазини и обслужва населението им с хранителни продукти, колониални и текстилни стоки. По решение на изпълнителния комитет на Окръжния народен съвет през юни 1978 г. потребителната кооперация се преименува на Потребителна кооперация „Иван Стефанов“ – село Добромирка. По решение на Окръжния народен съвет в Габрово, от юни 1980 г. потребителните кооперации се ликвидират и се създават селищни кооперативни съвети без юридическа самостоятелност към Районната потребителна кооперация „Наркооп“ – Севлиево.

### ТКЗС
Основа за създаването през 1950 г. на Трудово кооперативното земеделско стопанство (ТКЗС) – село Добромирка представлява действалият през периода 1948 – 1950 г. Трудово-земеделски производствен отдел при Всестранната кооперация „Правда“ – село Добромирка. От 1957 г. стопанството носи името „Завета на четиримата партизани“. На 1 януари 1959 г. ТКЗС – село Добромирка и ТКЗС – село Идилево се обединяват в Обединено Трудово-кооперативно земеделско стопанство (ОТКЗС) „Завета на четиримата партизани“ – село Добромирка, съществувало до 1965 г. През 1965 г. ОТКЗС – село Добромирка и ОТКЗС – село Буря образуват Държавно земеделско стопанство (ДЗС) – село Добромирка. Новообразуваното ДЗС е с два филиала: в село Добромирка и в село Буря. По решение на Окръжния народен съвет – Габрово, от 1 януари 1978 г. ДЗС – село Добромирка се трансформира в Клоново стопанство на АПК „Росица“ – Севлиево. През следващите години следват още промени в организацията и наименованията на стопанството, а през 1990 г. то се преименува на ТКЗС „Добромирка“ – село Добромирка. През 1992 г. Габровският окръжен съд вписва в кооперативния регистър прекратяването и обявяването в ликвидация на ТКЗС „Добромирка“.

### Селски здравен участък
Участъковата здравна служба в село Добромирка (с наименование „Селски здравен участък“ след 1944 г.) започва дейността си в края на 1920-те години. Наемала е помещения в частни сгради, а по-късно е настанена в освободената едноетажна сграда на училището. В началото на 1946 г. започва строителството на здравен дом, който е завършен и пуснат в действие през юни 1950 г. През 1953 – 1954 г. се разкрива родилно отделение с 10 легла. През 1960 г. се разкрива болнично отделение за по-леко болни с 36 легла, като 6 легла се запазват за местните болни от село Добромирка. През 1975 – 1976 г. е извършено разширение на болницата с 85 легла и тя става филиал на Районната обединена болница в Севлиево. От 1981 г. филиалът се закрива и помещенията се преустройват на отдѐлен и независим от службата Дом за стари хора. Селският здравен участък – село Добромирка се закрива на основание член 107 от влезлия в сила през 1999 г. Закон за лечебните заведения.

## Население
Преброяване на населението през 2011 г.
Численост и дял на етническите групи според преброяването на населението през 2011 г.:
|                     | Численост | Дял (в %) |
| Общо                | 727       | 100,00    |
| Българи             | 510       | 70,15     |
| Турци               | 134       | 18,43     |
| Цигани              | 44        | 6,05      |
| Други               | 0         | 0,00      |
| Не се самоопределят | 0         | 0,00      |
| Неотговорили        | 34        | 4,67      |

## Обществени институции
Село Добромирка към 2020 г. е център на кметство Добромирка.
В село Добромирка към 2020 г. има:
- действащо читалище „Пеньо Пенев – 1895“;[23][24]
- действащо общинско основно училище „Христо Ботев“;[25]
- православна църква „Свети Димитър“;[26]
- пощенска станция.[27]

## Забележителности
- Къща музей „Пеньо Пенев“
- Паметник на Пеньо Пенев
- Къща музей на д-р Нено Цървуланов

## Личности
- Ангел Тодоров (р. 1922) – политик от БКП
- Димитър Генчев – поет
- Кунчо Грънчаров (1906 – 1990) – самоук художник
- Владимир Пенев (р. 19.02.1956, Димитровград) – художник, завършил живопис при проф. Светлин Русев в Художествената академия
- Пеньо Пенев (1930 – 1959) – поет
- Нено Станев Цървуланов (1877 – 1925) – лекар, общественик и журналист
- Христо Баев (оперен и оперетен певец, тенор) (Добромирка, 15.08.1922 – Кобленц, 26.08.1983).[28]
- [29]Ивайло Стефанов (моторист)

## Други
На Добромирка е наречена улица в квартал „Подуяне“ в София (Карта).